# Nam Đan
Nam Đan (tiếng Tráng: Namzdan,chữ Hán giản thể: 南丹县, bính âm: Nándān Xiàn, âm Hán Việt: Nam Đan huyện) là một huyện thuộc địa cấp thị Hà Trì, khu tự trị dân tộc Choang Quảng Tây, Cộng hòa Nhân dân Trung Hoa. Huyện Nam Đan có diện tích 3902 km², dân số năm 2002 là 280.000 người. Về mặt hành chính, huyện Nam Đan được chia thành 8 trấn, 0 hương và 3 hương dân tộc.